# صموئيل إبراهام ماركس
صموئيل إبراهام ماركس (بالإنجليزية: Samuel Abraham Marx)‏ هو مهندس معماري أمريكي، ولد في 1885، وتوفي في 1964.